# Andy Aitken
Andrew Irving Aitken, detto Andy (Cathcart, 15 giugno 1919 – Glasgow, 8 giugno 2000), è stato un calciatore scozzese, di ruolo attaccante.

## Carriera

### Nazionale
Venne convocato nella Nazionale britannica che partecipò ai Giochi olimpici del 1948, disputò solo uno (la finale per il terzo posto) dei quattro incontri giocati dalla sua Nazionale in quell'edizione nel quale segnò il gol del temporaneo 1-0.